# Kokoona
Kokoona es un género de plantas con flores con trece especies pertenecientes a la familia Celastraceae.

## Taxonomía
El género fue descrito por George Henry Kendrick Thwaites y publicado en Hooker's Journal of Botany and Kew Garden Miscellany 5: 379. 1853. La especie tipo es: Kokoona zeylanica Thwaites. 

## Especies seleccionadas
- Kokoona coriacea
- Kokoona filiformis
- Kokoona lanceolata